# Snaefell
Snaefell är det högsta berget på Isle of Man. Med sin höjd på 621 meter högt är det enda berget på över 600 meter på ön. Ett talesätt säger att då vädret är bra kan man se sex kungadömen från toppen: England, Irland, Skottland, Wales, Isle of Man, och själva himmelriket. Bergbanan Snaefell Mountain Railway (på manx: Raad-Yiarn Sniaull) går från Laxey till toppen där det finns ett kafé och flera kommunikationsmaster.
Bergets namn har sitt ursprung i fornnordiska, och betyder snökulle.

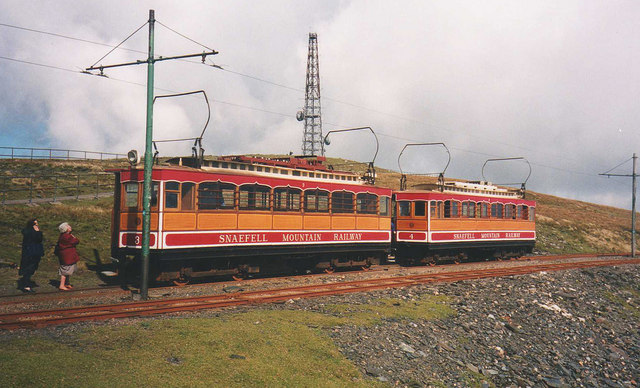
Bergbanetåg på toppstationen.